# Liste von Bergen in Äthiopien
Diese Liste von Bergen in Äthiopien umfasst die bedeutendsten Berge des ostafrikanischen Landes Äthiopien.
| Name des Berges           | Höhe    | Lage                             | Anmerkungen                                |
| ------------------------- | ------- | -------------------------------- | ------------------------------------------ |
| Abu Jared                 | 4.483 m | Hochland von Abessinien          |                                            |
| Abune Yosef (Josephberg)  | 4.190 m | Hochland von Abessinien          |                                            |
| Abuye Meda                | 4.000 m | Hochland von Abessinien          |                                            |
| Adwa                      | 1.733 m | Afar                             | Vulkan                                     |
| Afdera                    | 1.295 m | Afar                             | Stratovulkan                               |
| Alayta                    | 1.501 m | Afar                             | Schildvulkan                               |
| Ale Bagu                  | 1.031 m | Afar                             | Schichtvulkan                              |
| Alu                       | 0.429 m | Afar                             | Vulkan                                     |
| Alutu                     | 2.335 m |                                  | Schichtvulkan                              |
| Amba Alagi                | 3.438 m | Tigray                           |                                            |
| Amba Geshen               | 2.355 m | Amhara                           |                                            |
| Asavyo                    | 1.875 m | Danakil-Senke                    | Schildvulkan                               |
| Asimba                    | 3.205 m | Tigray                           |                                            |
| Ayelu                     | 2.145 m | Asbahri-Ebene in Nord-Äthiopien. | Stratovulkan                               |
| Baddaa                    | 4.139 m | Hochland von Abessinien          |                                            |
| Batu                      | 4.307 m | Hochland von Abessinien          |                                            |
| Berok Waha (Barotschwaha) | 4.504 m | Hochland von Abessinien          |                                            |
| Birhan                    | 4.154 m | Hochland von Abessinien          |                                            |
| Borawli                   | 0.812 m | Danakilsenke                     | Stratovulkan                               |
| Buahit                    | 4.510 m | Hochland von Abessinien          |                                            |
| Chillalo                  | 4.071 m | Hochland von Abessinien          |                                            |
| Choke Terara              | 4.154 m | Hochland von Abessinien          |                                            |
| Dabbahu                   | 1.442 m | Danakilsenke                     | Schichtvulkan                              |
| Erta Ale                  | 0.613 m |                                  | Schildvulkan                               |
| Guge                      | 4.200 m | Hochland von Abessinien          |                                            |
| Guna Terara               | 4.120 m | Hochland von Abessinien          |                                            |
| Kecha Terara (Kahka)      | 4.190 m | Hochland von Abessinien          |                                            |
| Kemi                      | 4.100 m | Hochland von Abessinien          |                                            |
| Kollo                     | 4.300 m | Hochland von Abessinien          |                                            |
| Layata                    | 4.532 m | Hochland von Abessinien          |                                            |
| Mousa Alli                | 2.028 m | Grenze zu Eritrea und Dschibuti  | Schichtvulkan                              |
| Ras Daschän               | 4.533 m | Hochland von Abessinien          | Höchster Berg des Landes                   |
| Talo                      | 4.413 m | Hochland von Abessinie           |                                            |
| Wehni                     |         |                                  | Internierungsberg der äthiopischen Prinzen |
| Zuqualla                  | 2.989 m | Oromia                           | erloschener Vulkan                         |